# Chrysoprasis aeneiventris
Chrysoprasis aeneiventris là một loài bọ cánh cứng trong họ Cerambycidae.